# コケティッシュな女
『コケティッシュな女』（-おんな、Une femme coquette）は、1955年製作のフランス映画である。ジャン＝リュック・ゴダール監督が、モーリス・シェレール（のちのエリック・ロメール）編集の『ラ・ガゼット・デュ・シネマ』でのペンネーム「ハンス・リュカス」名義で監督した初の劇映画、2作目の映画作品（短篇映画）である。

## 概要
ギ・ド・モーパッサンが1886年に発表した短篇小説『Le Signe 合図』を原作に、当時24歳の映画青年ハンス・リュカスことゴダールが脚本を書き、撮影・演出した。ロケ地は、1作目の短篇ドキュメンタリー『コンクリート作業』に引き続きスイスのフランス語圏である（ジュネーヴ州ジュネーヴ）。
『勝手にしやがれ』で長篇劇映画デビューする前のゴダールの発表した、5つの短篇映画の1本である。

## キャスト
- マリア・リザンドル （女）
- ロラン・トルマ （男）
- ハンス・リュカス （客）

## 関連事項
- ジャン＝リュック・ゴダール監督作品一覧
- ヌーヴェルヴァーグ

## 註
1. ↑  IMDbの本作の項目（#外部リンク）の記述を参照。